# Kobuk Valley National Park
Kobuk Valley National Park is een nationaal park in de Amerikaanse staat Alaska, 40 kilometer boven de noordpoolcirkel en ongeveer 51 kilometer ten westen van het Gates of the Arctic National Park and Preserve. Er lopen geen wegen door het park. Het is bereikbaar per voet, hondenslee, of met de luchttaxi, die gehuurd kan worden in Nome of Kotzebue. Volgens de National Park Service trok het park in 2010 3164 bezoekers. Hiermee is Kobuk Valley National Park het minst bezochte nationale park van de Verenigde Staten.
Een bijzonderheid is het 65 km² Great Kobuk zandduin. Er leven grote aantallen rendieren in het park.

## Afbeeldingen

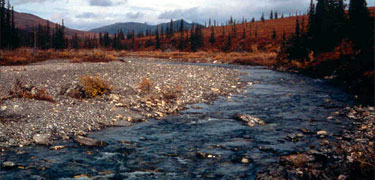
Agie River
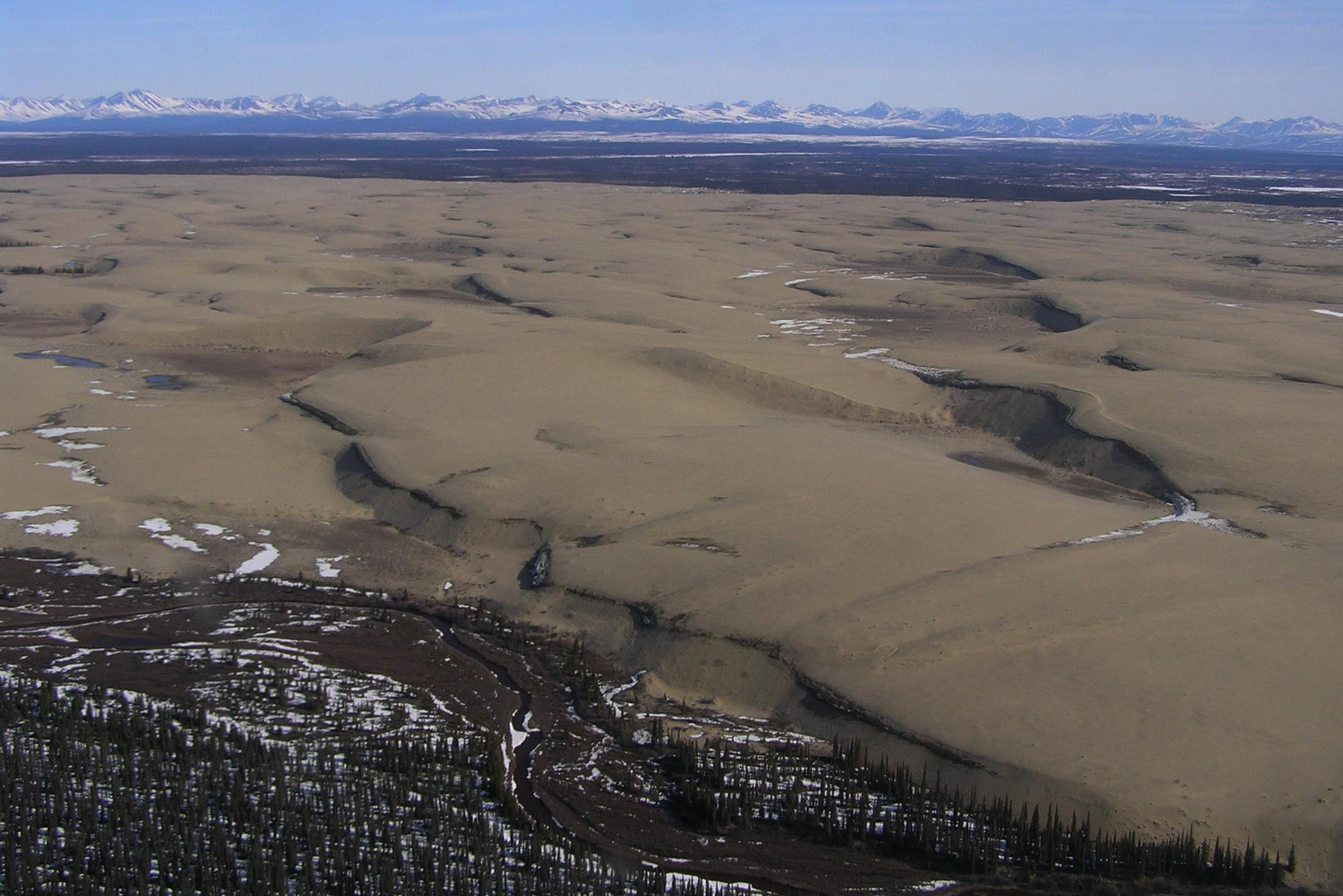
Kobuk Sand Dunes